# Художественная гимнастика на Европейских играх 2019
Художественная гимнастика на Европейских играх 2019 - соревнования по художественной гимнастике на Европейских играх 2019 проходили с 22 по 23 июня 2019 года в столице Беларуси, в городе Минск, во дворце спорта Минск-Арена. Было разыграно восемь комплектов медалей.
В многоборье индивидуальных упражнений участвовали:
1 Дина Аверина (Россия, 8) - 21,3+23,6+22,8+20,05=87,75
2 Линой Ашрам (Израиль, 9) - 21,95+22,0+23,3+17,45=84,7
3 Катерина Галкина (Беларусь, 6) - 21,8+17,9+21,2+18,4=79,3
4 Александра Аджурджукулезе (Италия, 1) - 20,0+19,7+19,6+18,65=77,95
5 Влада Никольченко (Украина, 7) - 22,4+17,75+21,625+16,1=77,875
6 Катрин Тасева (Болгария, 12) - 18,8+20,75+20,1+17,6=77,25
7 Елени Келаидити (Греция, 3) - 20,425+18,9+18,75+16,3=74,375
8 Зохра Агамирова (Азербайджан, 2) - 19,1+17,85+19,225+16,225=72,4
9 Андрея Вердес (Румыния, 5) - 18,45+16,8+18,95+17,75=71,95
10 Саломе Пажава (Грузия, 11) - 19,65+17,75+18,25+16,3=71,95
11 Николь Рупрехт (Австрия, 10) - 19,9+16,275+16,95+16,875=70,0
12 Фанни Пигницки (Венгрия, 4) - 19,15+17,05+14,6+15,05=65,85
Перед последней ротацией пятерка лидеров была: Ашрам, Аверина, Никольченко, Галкина, Аджурджукулезе, но последнее упражнение Ашрам (лента) и Никольченко (мяч) выполнили неудачно. Лучший результат в обруче - у Никольченко, мяче и ленте - у Авериной, булавах - у Ашрам. Во все четыре финала (по шесть человек) вышли Аверина, Ашрам, Галкина, Аджурджукулезе, в три финала - Тасева, в два - Никольченко и Келаидити, в один - Вердес.
Упражнение с обручем: Аверина (2) - 22,85, Галкина (6) - 21,75, Никольченко (5) - 21,45, Келаидити (1) - 18,75,  Аджурджукулезе (4) - 17,65, Ашрам (2) - 15,9.
Упражнение с мячом: Ашрам (6) - 22,5, Тасева (1) - 21,4, Аверина (4) - 21,3, Галкина (5) - 21,05, Келаидити (2) - 19,4,  Аджурджукулезе (3) - 19,0.
Упражнение с булавами: Ашрам (5) - 22,7, Аверина (3) - 22,6, Никольченко (2) - 2,75, Тасева (1) - 20,8, Галкина (4) - 20,75,  Аджурджукулезе (6) - 20,4.
Упражнение с лентой: Аверина (2) - 21,35, Ашрам (4) - 21,1, Тасева (5) - 20,45, Галкина (3) - 19,4, Вердес (1) - 18,1,  Аджурджукулезе (6) - 17,9.
Таким образом, во всех четырех упражнениях медали получила Аверина, в трех - Ашрам, в двух - Тасева и Никольченко, в одном - Галкина. Всего "представницы" (представительницы по-белорусски) пяти наций. Интересно, что во всех пяти дисциплинах Ашрам выступала после Авериной (либо следующей, либо через одну). Обращают на себя внимание очень высокие оценки, полученные Авериной и Ашрам в упражнении с лентой.
В многоборье групповых упражнений участвовали:
1 Беларусь (1) - 26,15+26,45=52,6
2 Болгария (6) - 26,8+25,75=52,55
3 Россия (7) - 27,3+24,4=51,7
4 Италия (8) - 24,825+25,55=50,375
5 Украина (3) - 21,8+26,375=48,175
6 Азербайджан (4) - 20,7+24,275=44,975
7 Эстония (5) - 24,3+20,45=44,75
8 Испания (2) - 20,15+21,6=41,75

## Календарь
| ЦО | Церемония открытия | ● | Квалификации | 2 | Финалы соревнований | ЦЗ | Церемония закрытия |

| Июнь                      | Июнь                      | 21 Пт | 22 Сб | 23 Вс | 24 Пн | 25 Вт | 26 Ср | 27 Чт | 28 Пт | 29 Сб | 30 Вс | Медали |
| ------------------------- | ------------------------- | ----- | ----- | ----- | ----- | ----- | ----- | ----- | ----- | ----- | ----- | ------ |
| Художественная гимнастика | Художественная гимнастика |       | 1     | 7     |       |       |       |       |       |       |       | 8      |

## Призёры

### Индивидуальные упражнения
| Дисциплина               | Золото              | Серебро                    | Бронза                     |
| ------------------------ | ------------------- | -------------------------- | -------------------------- |
| Многоборье см. подробнее | Дина Аверина Россия | Линой Ашрам Израиль        | Екатерина Галкина Беларусь |
| Обруч см. подробнее      | Дина Аверина Россия | Екатерина Галкина Беларусь | Влада Никольченко Украина  |
| Мяч см. подробнее        | Линой Ашрам Израиль | Катрин Тасева Болгария     | Дина Аверина Россия        |
| Булавы см. подробнее     | Линой Ашрам Израиль | Дина Аверина Россия        | Влада Никольченко Украина  |
| Лента см. подробнее      | Дина Аверина Россия | Линой Ашрам Израиль        | Катрин Тасева Болгария     |

### Групповые упражнения
| Дисциплина                        | Золото                                                                                                | Серебро                                                                                          | Бронза                                                                                                |
| --------------------------------- | --- | ------------------------------------------------------------------------------------------------ | --- |
| Многоборье см. подробнее          | Беларусь · Анастасия Рыбакова · Карина Ермоленко · Арина Цицилина · Анна Гайдукевич · Анна Швайба     | Болгария · Эрика Зафирова · Лаура Траац · Симона Дянкова · Мадлен Радуканова · Стефани Кирьякова | Россия · Вера Бирюкова · Анастасия Максимова · Диана Менжинская · Анжелика Стубайло · Мария Толкачёва |
| 5 мячей см. подробнее             | Россия · Вера Бирюкова · Анастасия Максимова · Диана Менжинская · Анжелика Стубайло · Мария Толкачёва | Болгария · Эрика Зафирова · Лаура Траац · Симона Дянкова · Мадлен Радуканова · Стефани Кирьякова | Беларусь · Анастасия Рыбакова · Карина Ермоленко · Арина Цицилина · Анна Гайдукевич · Анна Швайба     |
| 3 Обруча + 4 Булава см. подробнее | Беларусь · Анастасия Рыбакова · Карина Ермоленко · Арина Цицилина · Анна Гайдукевич · Анна Швайба     | Украина                                                                                          | Болгария · Эрика Зафирова · Лаура Траац · Симона Дянкова · Мадлен Радуканова · Стефани Кирьякова      |

### Общий зачёт
| Общее количество медалей |          |        |         |        |       |
| Место                    | Страна   | Золото | Серебро | Бронза | Всего |
| 1                        | Россия   | 4      | 1       | 2      | 7     |
| 2                        | Израиль  | 2      | 2       | 0      | 4     |
| 3                        | Беларусь | 2      | 1       | 2      | 5     |
| 4                        | Болгария | 0      | 3       | 2      | 5     |
| 5                        | Украина  | 0      | 1       | 2      | 3     |
| -                        | Всего    | 8      | 8       | 8      | 24    |